# Gonçalo Pena
Gonçalo Pena é um artista plástico português. Trabalha sobretudo em pintura. Foi ilustrador durante a década de 1990 para variados jornais e revistas. Foi professor na Escola Superior de Artes e Design de Caldas da Rainha.